# 淵庵村
淵庵村（憩いの空間 淵庵村、ふちあんむら）は、長野県松本市寿にある集合テナント。
コニファープラン株式会社が運営している。

## 沿革
- 1979年　松本市寿竹渕町会に名前の由来になる茶室「淵庵」完成
- 1997年　香草屋（はあぶや）淵庵オープン
- 1999年　淵庵は店舗を廃止しセミナーなどへ転換。同年、有限会社バーデンバーデンが運営する、伊太利亜炭火焼料理ドマノマへ変更
- 2011年　長野県中部地震により建物がダメージを受け、改装に着手。
- 2012年　集合テナントとして淵庵村がオープン。今までの「淵庵」の名前に村民（各テナント）、訪れる人が村のように集える場所で「村」をつけている。トレーラーハウス、土蔵、ログハウスがスタート時点であった。
- 2012年6月　ふちあん村まつり。竹渕町会に淵庵村があることを近隣の方々に喜んでいただきたいと、周年祭としてスタート。
- 2014年　淵庵村ホール完成　1階はグランドピアノ、キッチン付きのレンタルスペース。2階は3テナントが入る建物である。
- 2018年　宿泊事業を、泊まれる秘密基地　L-BASEとしてブランド展開開始。同年、受付、2テナント、4部屋の宿泊部屋が入るL-BASEの建物が完成。
- 2019年7月　淵庵村森林鉄道スタート。木曽の赤沢森林鉄道を1/6スケールに再現。1週約200mで宿泊のお客さんは無料で乗車ができる。完成までに1年ほどの期間を有し、最後の接続部分の角度が合わず難工事となったが2019年6月に工事が完了し、この場所を合角峠とし、合角峠の近くに1/6サイズの合格神社を作り、宮司に魂入れをおこなっていただく。
- 2024年　ホリデーヴィラが完成。最大8人宿泊可能な1棟貸切別荘となっている。

## 施設
自然と融和するように樹木やハーブなどがガーデンの各所に存在する。
テナント
ログハウス1店舗、淵庵村ホール2階3店舗、L-BASE1階2店舗
飲食店
伊太利亜炭火焼料理ドマノマ
宿泊
泊れる秘密基地　L-BASE（エルベース）8部屋
宿泊者専用スペースとして、BBQスペース、ツリーハウス
淵庵村森林鉄道
木曽町にある赤沢森林鉄道を1/6で再現し、1週200mほどの森の中を走るコースとなる。車両は酒井製C4とホイットコム製ガソリン機関車を再現した車両がある。
駐車場
メイン駐車場、第２駐車場があり、近隣住民は月2回まで無料で使用することが可能。